# Hesperideae
Hesperideae es una tribu de plantas pertenecientes a la familia Brassicaceae. El género tipo es Hesperis L.

## Géneros
- Diplopilosa F. Dvořák = Hesperis L.
- Hesperis L.
- Neotchihatchewia Rauschert
- Tchihatchewia Boiss. = Neotchihatchewia Rauschert